# Classificació Internacional dels Trastorns del Son
La Classificació Internacional dels Trastorns del Son (International Classification of Sleep Disorders o ICSD) distingeix tres grans grups de malalties del son: dissòmnies, parasòmnies (trastorns patològics que succeeixen durant el son) i trastorns psiquiàtrics del son.

## Dissòmnies
1. Trastorns intrínsecs del son:
  1. Insomni psicofisiològic
  2. Insomni idiopàtic
  3. Narcolèpsia
  4. Hipersòmnia recurrent o idiopàtica
  5. Hipersòmnia posttraumàtica
  6. Síndrome d'apnea del son
  7. Trastorn dels moviments periòdics de les cames
  8. Síndrome de les cames inquietes
2. Trastorns extrínsecs del son:
  1. Higiene del son inadequada
  2. Trastorn ambiental del son
  3. Insomni d'altitud
  4. Trastorn del son per falta d'adaptació
  5. Trastorn d'associació en la instauració del son
  6. Insomni per al·lèrgia alimentària
  7. Síndrome de la ingestió nocturna de menjar o beguda
  8. Trastorns del son secundaris a la ingestió d'alcohol, fàrmacs o drogues
3. Trastorns del ritme circadiari del son:
  1. Síndrome del canvi ràpid de zona horària (síndrome transoceànica)
  2. Trastorn del son en el treballador nocturn
  3. Síndrome de la fase del son retardada
  4. Síndrome de l'avenç de la fase del son
  5. Trastorn per cicle son-vigília diferent de 24 hores

## Parasòmnies
1. Trastorns del despertar:
  1. Despertar confusional
  2. Somnambulisme
  3. Terrors nocturns
2. Trastorns de la transició son-vigília:
  1. Trastorns dels moviments rítmics
  2. Trastorns del parlar nocturn
  3. Rampes nocturnes a les cames
3. Parasòmnies associades habitualment amb el son REM:
  1. Malsons
  2. Paràlisi del somni
  3. Ereccions relacionades amb trastorns del son
  4. Ereccions doloroses relacionades amb el son
  5. Arrítmies cardíaques relacionades amb el son REM
  6. Trastorns de la conducta del son REM
4. Altres parasòmnies:
  1. Bruxisme nocturn
  2. Enuresi nocturna
  3. Distonia paroxística nocturna

## Trastorns del son associats amb processos mèdics o psiquiàtrics
1. Associats amb trastorns mentals:
  1. Depressió
2. Associats amb trastorns neurològics:
  1. Trastorns degeneratius cerebrals
  2. Malaltia de Parkinson
  3. Insomni familiar mortal
  4. Epilèpsia relacionada amb el son
  5. Cefalees relacionades amb el son
3. Associats amb altres processos mèdics:
  1. Malaltia de la son (tripanosomosi africana)
  2. Isquèmia cardíaca nocturna
  3. Pneumopatia obstructiva crònica
  4. Asma relacionada amb el son
  5. Reflux gastroesofàgic relacionat amb el son
  6. Malaltia ulcerosa pèptica
  7. Síndrome de fibrositis